# Sant Andreu de Banyuls dels Aspres

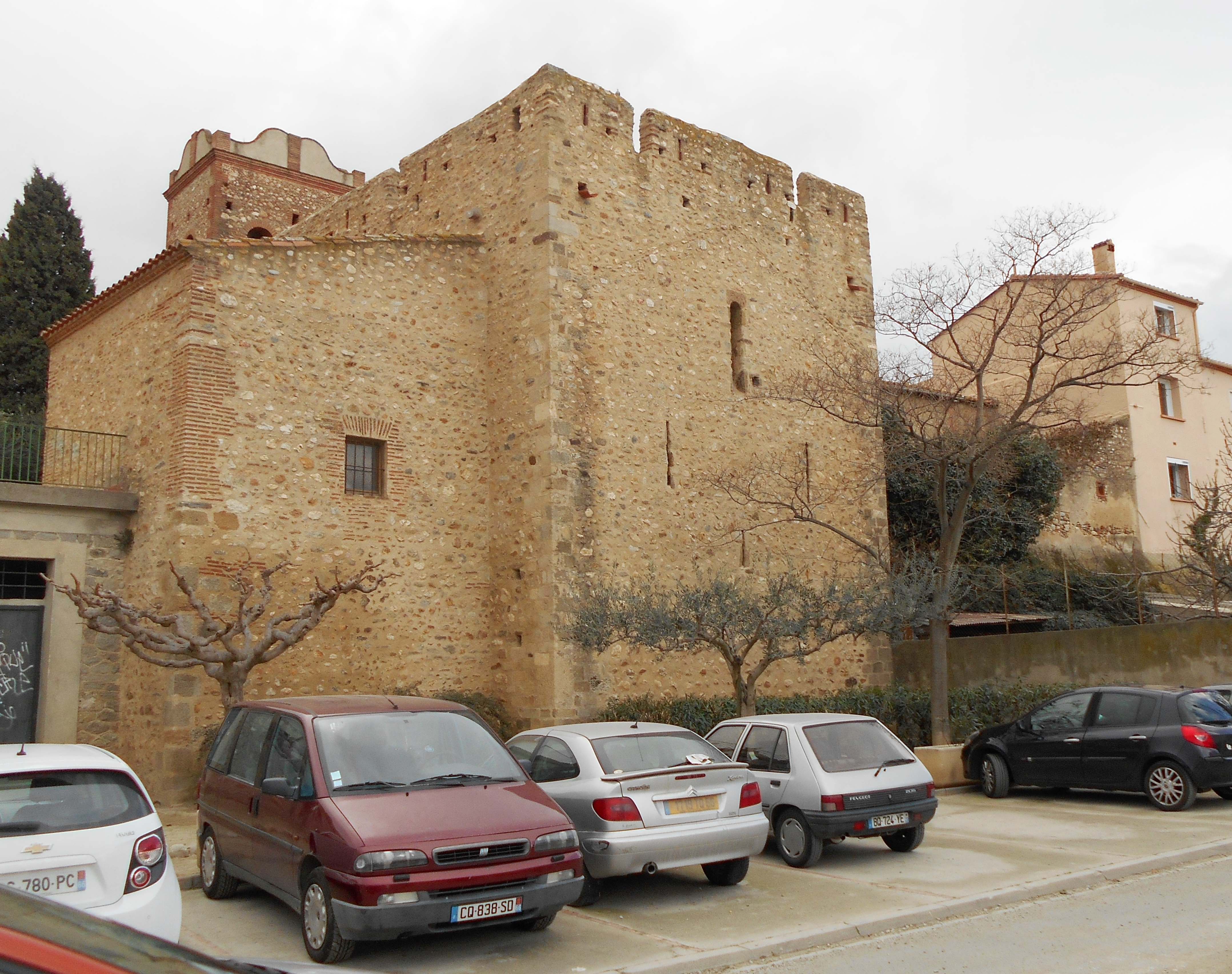
Capçalera de l'església, part de les muralles

Sant Andreu de Banyuls dels Aspres és l'església parroquial del poble i terme de Banyuls dels Aspres a la comarca del Rosselló (Catalunya del Nord).
És a l'extrem nord-est del nucli vell del poble, al lloc per on passava la muralla del poble. Conté un Crist i altres estàtues religioses dels segles xvii i XVIII. Els retaules de l'altar major i de sant Galderic són del segle xviii.

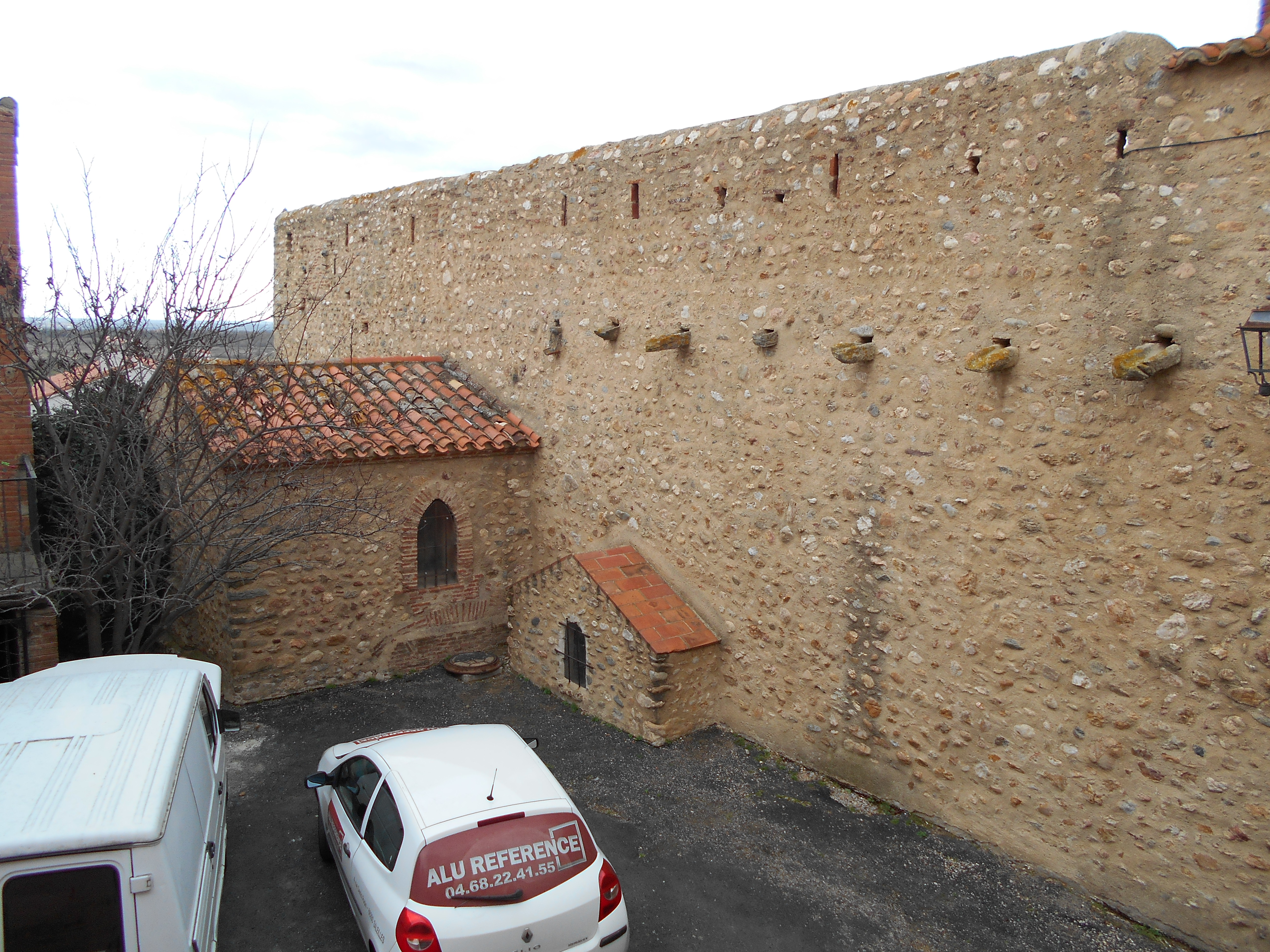
L'església, integrada en les muralles del poble

L'església de Sant Andreu és esmentada ja el 1091. El temple original, romànic, actualment desaparegut, era a la Vila Vella, al nord de la població actual, ran del terme de Sant Joan la Cella. L'església actual és gòtica, del segle xv, i va ser aixecada pels canonges del proper priorat de Fontclara, als quals fou donada la parròquia. L'església està fortificada: el campanar és en una torre quadrada; estava integrada, com en altres casos del Rosselló, en les fortificacions del poble.